# Somniloquie
Pour un article plus général, voir Parasomnie.
 (août 2025).
 Mise en garde médicale
La somniloquie est un trouble faisant partie des parasomnies, c’est le fait de parler en dormant, plus ou moins fortement, allant de simples mots à de longues phrases plus ou moins compréhensibles.
La somniloquie n’est pas considérée comme une maladie, mais comme un trouble, dans la mesure où elle engendre peu de souffrance ou de gêne pour le dormeur, en dehors d’un possible dérangement sonore. C’est pourquoi la somniloquie reste un phénomène mystérieux et très peu étudié par les scientifiques bien qu’elle présente un intérêt scientifique certain.

## Épidémiologie
La somniloquie est relativement fréquente puisque selon une étude menée par l’Unité Pathologies du sommeil à l’Hôpital Pitié-Salpêtrière à Paris, 71 % des hommes et 75 % des femmes affirment avoir déjà parlé dans leur sommeil[réf. souhaitée].
En revanche seule 1,5 % de la population adulte[Où ?] serait quotidiennement somniloque[réf. souhaitée].
L'existence de somniloquies concerne souvent plusieurs membres d'une même famille.

## Diagnostic

### Aspects cliniques
C’est une forme de « somnambulisme vocal », apparaissant plusieurs fois par nuit durant les phases de sommeil lent et paradoxal. Ce langage nocturne peut se composer de chuchotements, marmonnements, rires, pleurs, cris et paroles intelligibles. Le langage nocturne semble présenter les mêmes caractéristiques que le langage éveillé. De plus, chez les patients somniloques, le geste accompagne souvent la parole.
Le mécanisme de survenue consiste en un réveil momentané au cours du sommeil et il n'y a généralement pas de mémorisation de cet événement.

### Examens complémentaires
La somniloquie peut se manifester seule mais s’associe souvent à certains troubles du sommeil comme le somnambulisme ou le trouble du comportement en sommeil paradoxal (TCSP), maladie qui se caractérise par une extériorisation des rêves.
Les patients souffrant de TCSP ont plus tendance à rire, à marmonner ou à remuer les lèvres sans émettre de sons. A contrario les somnambules présentent eux plus de chuchotements, de mots ou de phrases répétés, mais aussi un langage ordurier et des mouvements associés au langage.

## Facteurs favorisant ce trouble
Il existe également des facteurs favorisant la survenue de ce type d'événements :
- la fatigue et la privation de sommeil
- le stress
- la fièvre
- une activité musculaire trop tardive dans la journée
- la prise d'alcool ou de tout autre substance psychoactive.

## Traitement
La somniloquie n'est pas considérée comme une maladie : il s'agit d'un trouble bénin. La somniloquie a été très peu étudiée et il existe peu de publications scientifiques. Il n'existe pas de traitement spécifique pour cette parasomnie.